# Pointe Pfrogner
La pointe Pfrogner est un cap d'Antarctique occidental situé à l'extrémité de la péninsule de Fletcher, elle-même à l'extrémité nord-ouest de la terre d'Ellsworth, et qui s'avance dans la mer de Bellingshausen en séparant la côte de Eights et la barrière d'Abbot vers l'ouest de la côte de Bryan et la barrière de Venable vers l'est. Elle a été baptisée en l'honneur du géologue et sismologue américain Ray L. Pfrogner.